# 에이벨 2029

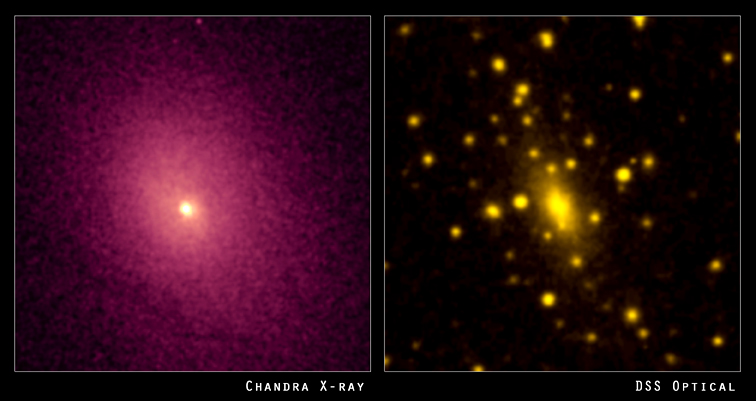

에이벨 2029는 뱀자리의 약 10억 광년 떨어진 은하단이며, 처녀자리와의 경계 근처에 위치해 있다. . 중심 은하인 (IC 1101)은 약 10억 7,000만 광년 떨어져 있으며 한때 알려진 가장 거대한 은하 였으며, 지름이 약 55만 광년에 달하며, 지름이 약 87,500광년인 우리 은하에 비해 약 60배 거대하며, 약 100배 무거우며, 약 10배가량 밝다. 1990년 7월 Juan M. Uson, Stephen P. Boughn, 그리고 Jeffrey R. Kuhn에 의해 공표되었으며, 이러한 은하를 거대타원은하라고 한다. 이러한 거대확산 은하의 형성은 아마도 주변의 은하와 병합 과정을 거쳐 탄생했을 것으로 추정된다.